# Silkroad Online
Silkroad Online, o più semplicemente Silkroad, è un videogioco di ruolo a più giocatori (MMORPG) gratuito, distribuito il 21 febbraio 2006 dalla compagnia sud coreana Joymax, ambientato lungo l'antica Via della seta.
Il gioco è gratuito con item mall, in altre parole il client è accessibile a tutti e si può giocare gratuitamente.
Vi sono tuttavia una serie di oggetti (item) a pagamento che aiutano parecchio varie caratteristiche del gioco: dai ticket per avere bonus esperienza o skillpoint, ai ticket che migliorano l'alchimia, fino alle personalizzazioni del personaggio.

## Modalità di gioco
Dopo aver registrato un account con una password sul sito del gioco, il giocatore entra nel gioco attraverso il client per poi creare un personaggio. Il giocatore ha la scelta di cominciare un personaggio di razza Cinese o Europea, cominciando dai confini opposti della mappa. Per impostare un nuovo personaggio, il giocatore sceglie un nome, un aspetto o un personaggio con una piccola storia, una altezza e massa corporea; questo non influenzerà il gioco e modificherà solo l'aspetto del personaggio. A questo punto altre due cose vengono scelte, ma queste influenzano il gameplay: il tipo di vestiario di partenza e l'arma di partenza. In ogni caso entrambi gli aspetti possono essere cambiati durante il gioco, la razza Europea determina che equipaggiamento si può usare seguendo l'albero delle skill o delle masteries.Un personaggio specializzato nella mastery "cleric" non può indossare la Heavy Armor poiché quest'ultima necessita della specializzazione nella mastery "warrior". Questo non si applica alle armi o agli accessori (orecchini, collane, anelli). Questo non si applica alla razza Cinese, così questi possono cambiare e usare qualsiasi arma e armatura.

### Geografia
Attualmente ci sono 5 città nella versione internazionale del gioco: Jangan, Donwhang, Hotan, Samarkand e Constantinople. Queste sono separate da sette regioni: China, Western China, Oasis Kingdom, Taklamakan, Central Asia, Asia Minor ed Europe. Ogni singola sezione ha un diverso intervallo di livelli dei mostri. La Joymax pianifica di aggiungere più aree nel futuro come la West Asia (Rock Mountain).
La suddivisione del territorio è per mappe, ognuna con una o due città ed implementate progressivamente e con livelli grafici qualitativi assai diversi.
Il collegamento fra mappe segue la vecchia concezione dei MMORPG, ovvero avviene attraverso dei punti di collegamento e passaggio come fossero colli di bottiglia (NPG di teletrasporto, grotte di collegamento, una valle ecc...).
La mappa in cui muoversi è graficamente tridimensionale, ma con spostamenti possibili solo bidimensionali.
Non è implementata la possibilità di nuotare o spostarsi attraverso l'aria, come avviene per MMORPG più recenti.
| Regione       | Razza    | Livelli |
| ------------- | -------- | ------- |
| China         | Cinese   | 1-19    |
| Western China | Cinese   | 20-30   |
| Oasis Kingdom | Entrambi | 31-60   |
| Taklamakan    | Entrambi | 61-80   |
| Central Asia  | Europeo  | 31-40   |
| Asia Minor    | Europeo  | 21-30   |
| Europe        | Europeo  | 1-20    |
| Roc Mountain  | Entrambi | 70-90   |
| Chi'in Tomb   | Entrambi | 80-100  |

### Guerra per la fortezza
Una fortress war è una guerra fra gilde con più di 300 utenti che partecipano. Tutte le gilde di Silkroad combattono l'una contro l'altra fieramente per occupare le fortezze distribuite in vari punti della mappa.
Le fortezze si trovano nelle vicinanze delle grandi città (grandi fortezze) e i centri per le trade (piccole fortezze). Le gilde che riescono ad occupare una fortezza sono chiamate per scegliere le tasse nelle grandi città. Nelle fortezze è possibile produrre oggetti collegati con le guerre di gilda, allenare diversi metodi di trasporto e passare il tempo con un riposo confortevole, ovviamente è consentito solo alle gilde occupanti.
La guerra per le fortezze inizia ogni giovedì, dalle 19.00 alle 21.00 del SRO standard time. Una gilda che vince la guerra per la fortezza è incaricata di occupare la fortezza per una settimana. Una gilda che occupa la fortezza può decidere le tasse ogni sabato.

### Mostri unici
In Silkroad ci sono alcuni mostri che sono molto forti e simili ai boss dei giochi simili. Questi appaiono in punti decisi sulla mappa ogni 2 ore circa, Quando appaiono c'è un messaggio in blu che indica l'apparizione. Combattendo uno "unique" appariranno altri mostri (champion, giant ed élite) mentre la vita del mostro unico raggiunge un certo punto. Alla sua morte il mostro unico farà cadere una certa quantità di oggetti e gold in base al livello di chi l'ha ucciso e un messaggio in blu indicherà chi l'ha ucciso.
Adesso nella versione internazionale i mostri unici sono: Tiger Girl (livello 20), Cerberus (livello 24, richiamabile con una quest), Ivy (livello 30, richiamabile con una quest), Uruchi (livello 40), Isyutaru (livello 60) e Lord Yarkan (livello 80), Demon Shaitan(livello 90). Beakyung The White Viper (altresì Medusa livello 105), e Roc (livello 107)

### Salire di livello
Come nella maggior parte degli MMORPG i personaggi aumentano le loro skill e il livello prendendo esperienza attraverso il combattimento e le missioni. Durante il combattimento la quantità di esperienza presa è determinata alla difficoltà dell'uccisione del mostro. Per i punti guadagnati attraverso le quest, la quantità di punti è proporzionale alla difficoltà. I personaggi prendono anche punti di esperienza per il proprio lavoro (Job experience points) quando raggiungono l'obbiettivo di un lavoro, ad esempio per un mercante finire una "trade" (viaggio da una città all'altra con degli oggetti speciali), per un hunter uccidere un ladro o accompagnare un mercante durante una trade, per un ladro uccidere un hunter, un mercante o rubando gli oggetti del mercante. I punti sono divisi in 4 tipi; Punti Esperienza (XP), Punti Skill (SP), punti di esperienza per il lavoro e punti per le statistiche (Arrangement point o Stats point). I punti esperienza sono utilizzati per salire di livello, i punti skill per salire il livello delle masteries e delle skill, e i punti esperienza per il lavoro per salire di livello nel lavoro, come ad esempio poter portare più merci per il mercante e che negli aggiornamenti futuri porterà ulteriori vantaggi. Maggiore è il livello per il lavoro, maggiore sarà il danno inflitto dal personaggio.
Quando un personaggio sale di livello prende 5 stat points, di cui uno è dato automaticamente alla forza e uno è dato automaticamente all'intelletto. Gli altri tre punti possono essere distribuiti a discrezione del giocatore fra forza e intelletto. I personaggi che distribuiscono tutti gli stat points alla forza fisica sono detti Full STR o Pure STR, chi invece mette tutto nell'intelletto è detto Full INT o Pure INT. Chi distribuisce i punti in modo più o meno equo fra forza e intelletto è detto ibrido (parola che spesso assume un significato dispregiativo poiché di solito sono personaggi più deboli di quelli puri) con le varie sfumature di INT ibrido e STR ibrido. La forza influenza attacco fisico (phy atk) e difesa fisica (phy def), l'intelletto influenza l'attacco magico (mag atk) e la difesa magica (mag def). Per salire più velocemente molti scelgono la via del powerlevel: un personaggio debole si affida ad uno più forte per poter prendere i punti esperienza da mostri molto più forti di lui; ancor più scelgono la via del botting.

### Skill Point Farming
Gli skill point sono dei punti che si possono usare per migliorare le proprie abilità, vengono ottenuti uccidendo mostri, ma solitamente non sono sufficienti per migliorare tutte le abilità (skill) di due maestranze (mastery).
Esiste una tecnica, solitamente chiamata in breve farming o farm, per ottenere più SP (skill point), lo skill point farming: tenere il livello delle mastery di alcuni livelli più basso di quelli del personaggio, in questo modo si otterranno in proporzione meno punti esperienza e più punti esperienza skill (skill experience point).
Ci sono opinione controverse sul farming, infatti questa pratica rende il gioco più lento da finire perché il numero di punti skill richiesti per una mossa aumentano in rapporto alla forza della mossa (e quindi il livello minimo per sbloccarla); altri sono convinti che rende più veloce il gioco perché ai livelli più alti si avranno le maestranze al proprio livello e quindi si prenderà più esperienza.

### Gilde
Per 500 000 gold un personaggio può registrare una gilda. Una gilda permette a dei giocatori di rimanere in contatto con personaggi amici o magari connazionali e seguire i loro progressi, inoltre si hanno dei vantaggi come lo storage guild (il magazzino di gilda) e i mercenari (personaggi NPC che possono aiutarti durante il combattimento). Una gilda può anche entrare in una unione (union) di otto gilde.

### Animali
Il sistema degli animali permette ai personaggi di evocare animali per essere aiutati in alcune azioni. La maggior parte degli animali si può comprare tramite i Silk, la valuta utilizzata sull'Item Mall.
Gli animali si dividono in quattro gruppi: animali d'attacco (pet), veicoli, trasporti e raccoglitori (ability pet). L'unico pet acquistabile con i gold, quelli che si guadagnano giocando, è il lupo grigio mentre è possibile comprare scimmie, scoiattoli, conigli, porcellini d'oro o rosa, gatti, fatine, pinguini, lupi bianchi e orsi possono essere acquistati solo tramite Item Mall.
I lupi bianchi, quelli grigi, gli orsi e i pinguini sono animali d'attacco, hanno delle proprie statistiche e prendono esperienza combattendo. Appena comprati sono dei cuccioli, ma hanno anche la capacità di cambiare forma al livello 40 per diventare un animale adulto. Possono essere uccisi durante i combattimenti e non possono essere rievocati finché non vengono resuscitati comprando una speciale pozione, chiamata "Grass of Life" venduta per 50 000 gold ad un qualsiasi NPC. Questi animali hanno anche una barra gialla che indica la fame (HGP, hunger growth pet), l'indicatore scende con il passare del tempo e una volta che la barra è del tutto vuota l'animale muore. Per aumentare gli HGP si possono comprare delle pozioni HGP. Quando la barra dell'HGP indica un valore sotto il 30% tutte le statistiche dell'animale vengono dimezzate.

### Stall
Una stall è una bancarella da cui è possibile comprare e vendere oggetti. Ma per utilizzarla è necessario rimanere connessi, utilizzando posti server preziosi per l'utenza.
Non ci sono prezzi fissati nelle stall, ogni giocatore sceglie il proprio prezzo per l'articolo.
Si può creare la propria stall e vendere quasi tutto premendo il tasto stall nel menù azioni. Le uniche cose che non si possono vendere sono gli oggetti da quest, alcune ricompense per le quest e gli oggetti comprati dall'Item Mall.
Grazie al Legend I update c'è una nuova funzione, lo Stall Network. Tutti quelli che fanno una stall nella città possono accettare di vendere i propri oggetti utilizzando questo metodo. Chi accetta di registrare la propria stall nello Stall Network avrà gli oggetti inseriti in una lista che gli acquirenti, presenti nella stessa città, possono facilmente scorrere tramite delle funzioni di ricerca. Se l'oggetto sarà comprato tramite Stall Network l'1% del prezzo sarà pagato come tassa.

### Alchimia
Per alchimia si intende un processo per migliorare la qualità degli strumenti. Ci sono tre diversi metodi per migliorare l'equipaggiamento: l'incanto, l'assimilazione di pietre magiche e l'assimilazione di pietre attributo.

#### Incanto
L'incanto (enchanting) è un valore che si può vedere accanto al nome del pezzo di equip in questo modo: nome pezzo d'equip (+livello di incanto), il grado dell'incanto contribuisce a determinare le statistiche di un pezzo di equip.
Per tentare di aumentare il grado dell'incanto serve un elisir (elixir), un pezzo di equipaggiamento (equip) e opzionalmente un portafortuna (luckypowder) che serve per aumentare la possibilità che l'incanto riesca; ogni tipo di pezzo di equip può essere usato solo e soltanto con il relativo elisir, per questo ci sono quattro tipi:
- Weapon Elixir - (per l'arma)
- Accessory Elixir - (per gli accessori come anelli, collane e orecchini)
- Shield Elixir - (per lo scudo)
- Protector Elixir - (si usa con l'elmo, il parapetto, i gambali, le spalline, i polsini e la protezione per i piedi.

Il grado massimo di incanto di un pezzo d'equip è +255 (solo il gm game master ha questo tipo di armi/armature) ma nessuno mai è riuscito a raggiungere tale grado su nessun pezzo di equipaggiamento.
Se l'incanto fallisce c'è la possibilità che la durevolezza dell'equip diminuisca o che questo venga distrutto del tutto.

#### Assimilazione di pietre
Le pietre magiche (magic stones) sono delle pietre verdi che servono per aggiungere delle linee blu (blues) in fondo alla descrizione dell'oggetto che attribuisco a questo delle qualità.
Le pietre Attributo (attribute stones) sono delle pietre viola che modificano delle caratteristiche dell'arma.
La riuscita dell'assimilazione di pietre è casuale come gli effetti dell'assimilazione, inoltre c'è un valore (Attribute assimilation probability) che indica la possibilità che la stone modifichi qualche ulteriore caratteristica del pezzo di equipaggiamento.

### Drop e alchimia
In Silkroad possiamo droppare (ottenere items) killando mostri, gli items possono essere di vario tipo, i più ambiti e rari da trovare sono i seguenti:
-SOS: Seal of Star;
-SOM: Seal of Moon;
-SoSun: Seal of Sun.
Questi 3 speciali gruppi di items sono molto più forti degli oggetti normali, i primi hanno un +5 di bonus al livello dell'oggetto, ovvero se droppi un sos di livello 42 hai un +5 al livello, in altre parole è come se avessi un 47, i secondi hanno un +10 di bonus, mentre i terzi che sono i più ricercati e costosi hanno +15 di bonus.
Gli oggetti e gli equipaggiamenti possono essere ulteriormente potenziati grazie agli elisir che permettono di aggiungere un livello extra all'oggetto per ogni elisir aggiunto con successo all'item, ci sono 4 tipi di elisir: weapon (i più costosi, servono per potenziare le armi); protector (servono per potenziare gli equipaggiamenti); shield (servono per potenziare gli scudi) accessory (servono per potenziare i gioielli), inoltre sempre grazie all'alchimia possiamo aggiungere blu agli oggetti, trasformando tablet in stone(pietra), e alchimizzando l'item, così otterremo un potenziamento che varia a seconda della pietra che abbiamo utilizzato. Ci sono vari tipi di pietre, il prezzo varia a seconda del beneficio che esse ti danno, le stone si dividono in 2 blocchi: quelle che ti aggiungono un fattore all'items alchemizzato, e quelle che cambiano una caratteristica sull'item alchemizzato.

## Equipaggiamento
I pezzi di equip sono divisi in due grandi gruppi, la razza cinese e quella europea, e in quattro tipologie: arma, scudo, gioielli e protezioni. Solo i personaggi appartenenti alla relativa razza.

### Equip cinese
- Armi (Weapons): Ci sono cinque tipi di armi. La sciabola (blade) e la spada (sword) attaccano velocemente e permettono l'uso dello scudo (one-handed) per la difesa. La glaive (chiamata in gioco glavie) e la lancia (spear) attaccano più lentamente, ma sono più forti, poiché arrecano più danno, ma non permettono l'uso dello scudo (perché sono two-handed). L'arco (bow) attacca lentamente ma da una lunga distanza e arreca un danno intermedio, ha bisogno di frecce come munizioni e non permette l'uso dello scudo (perché è two-handed). Di questi cinque la sciabola e il glaive hanno un forte attacco fisico e un attacco magico debole, quindi sono chiamate STR, mentre la spada e la lancia hanno un attacco magico molto forte e attacco fisico alquanto debole, quindi sono chiamati INT. L'arco anche sotto questo punto di vista è intermedio, ma ha un attacco magico leggermente più forte del fisico.
- Scudi (Shields): Solo chi usa armi one-handed o non ha alcuna arma equipaggiata può usare lo scudo. Lo scudo aumenta la difesa fisica e magica, inoltre dà la possibilità di bloccare l'attacco nemico (Block), questa possibilità è determinata dal fattore di blocco (Blocking Ratio o BR).
- Protezioni (Protections): Ci sono tre classi di protezioni; armor (difesa fisica alta ma bassa difesa magica), protector (difesa sia fisica che magica media) e garment (alta difesa magica ma bassa difesa fisica). I pezzi di equip garement non possono essere usati insieme a quelli armor o protector, mentre questi ultimi due possono essere combinati. Inoltre chi indossa un set completo di pezzi di equip garment avrà la velocità nella corsa aumentata e la spesa di mp diminuita del 20%, anche chi indossa un set completo protector avrà la velocità aumentata ma il costo di mp sarà ridotto solo del 10%. Non ci sono bonus extra per chi indossa set armor o anche un solo pezzo armor.
- Accessori (Accessories): Oltre alle protezioni anche gli accessori, collana, orecchini e anelli, aumentano la difesa, ma sono particolarmente utili per delle blu che possono assimilare che aumentano la resistenza agli status.